# Demokrata Párt (Amerikai Egyesült Államok)
A Demokrata Párt (angolul: Democratic Party) napjaink két legjelentősebb amerikai politikai pártjának egyike a Republikánus Párt mellett. A leghosszabb ideje folyamatosan működő párt az Egyesült Államokban, világviszonylatban pedig a legrégebben alapított politikai csoportosulás.
Egykor a klasszikus liberalizmus, valamint bizonyos mértékig a libertarianizmus amerikai bölcsőjeként tekintettek rá, azonban az 1930-as évektől kezdve balközép, szociálliberális platformra helyezkedett, támogatva a társadalmi igazságosság eszményét és a vegyes gazdaságot. A demokraták modern liberális filozófiája a jóléti állam mellett kiáll a társadalmi és gazdasági egyenlőségért, a vegyes gazdaságot pedig kormányzati beavatkozásokkal és piaci szabályozással kívánja létrehozni. Ezen állami beavatkozások, úgymint a szociális programok, szakszervezetek támogatása, lépések az általános egészségbiztosítás és az esélyegyenlőség megteremtése felé, valamint a fogyasztó-, illetve környezetvédelem együtt alkotják a párt gazdaságpolitikai elképzeléseinek magját.
A 20. század első harmadáig létezett egy konzervatív, szabadkereskedelmet pártoló (Bourbon-demokraták, később konzervatív demokraták) és a 60-as évekig egy konzervatív-populista (elsősorban az afroamerikaiak szegregációját fenntartani kívánó) szárnya (déli demokraták, Southern Democrats), előbbi az európai etnikumok, döntően a katolikusok, utóbbi a fehér, vidéki és déli evangélista protestánsok között volt népszerű. Roosevelt 1932-es megválasztásával, és a szociálliberális irányvonal előtérbe kerülésével az üzletpárti szárny visszaszorult; a déli fehérek pedig a 60-as–90-es évek között átpártoltak a republikánusokhoz. Ma a két kongresszusi választmány főképp progresszívekből és centristákból áll, egy elhanyagolható konzervatív kisebbség mellett.
Napjainkban a párt támogatja a kampánytámogatási reformokat, LMBT-jogokat, bűnügyi igazságszolgáltatást, bevándorlási reformokat, a fegyvertartás korlátozását, abortuszjogokat és a marihuána legalizálását. A párt gazdasági politikája főleg az esélyegyenlőségre, egészségügyi támogatásokra és fogyasztóvédelemre koncentrál. A 2010-es évek óta a párt társadalmi, kulturális és vallási politikája balra tolódott, bár a 2024-es választáson sok szempontból középre mozdultak a demokraták.
A párt támogatottságának nagy százalékát az egyetemi végzettséggel rendelkezők, nők, fiatalok, nagyvárosban élő amerikaiak, gazdag fehér emberek, illetve a legtöbb etnikai, vallási és szexuális kisebbségek teszik ki. Az 1980-as évek óta a párt támogatottsága növekedett a tehetős, illetve művelt amerikaiak között, de vesztettek népszerűségükből a fehér munkásosztály tagjai között. A legnagyobb támogatottságú párt az Egyesült Államokban és a harmadik legnagyobb a világon, az ország népességének több, mint 15%-a regisztrált demokrata.
A 2024-es kongresszusi választások után a párt kisebbségben van a Képviselőházban és a Szenátusban is, az 50 államból pedig 23 élén áll demokrata kormányzó. Tizenhét államban irányítják a demokraták a teljes törvényhozást, míg 15-ben ezek közül a kormányzó is demokrata. A Legfelsőbb Bíróság kilenc bírájából hármat jelölt ki demokrata elnök. A demokraták ezidáig 16 elnököt adtak: az első Andrew Jackson volt 1829 és 1837 között, a legutóbbi pedig Joe Biden, az eddigi legidősebb elnök (2021–2025).

## Ideológiája

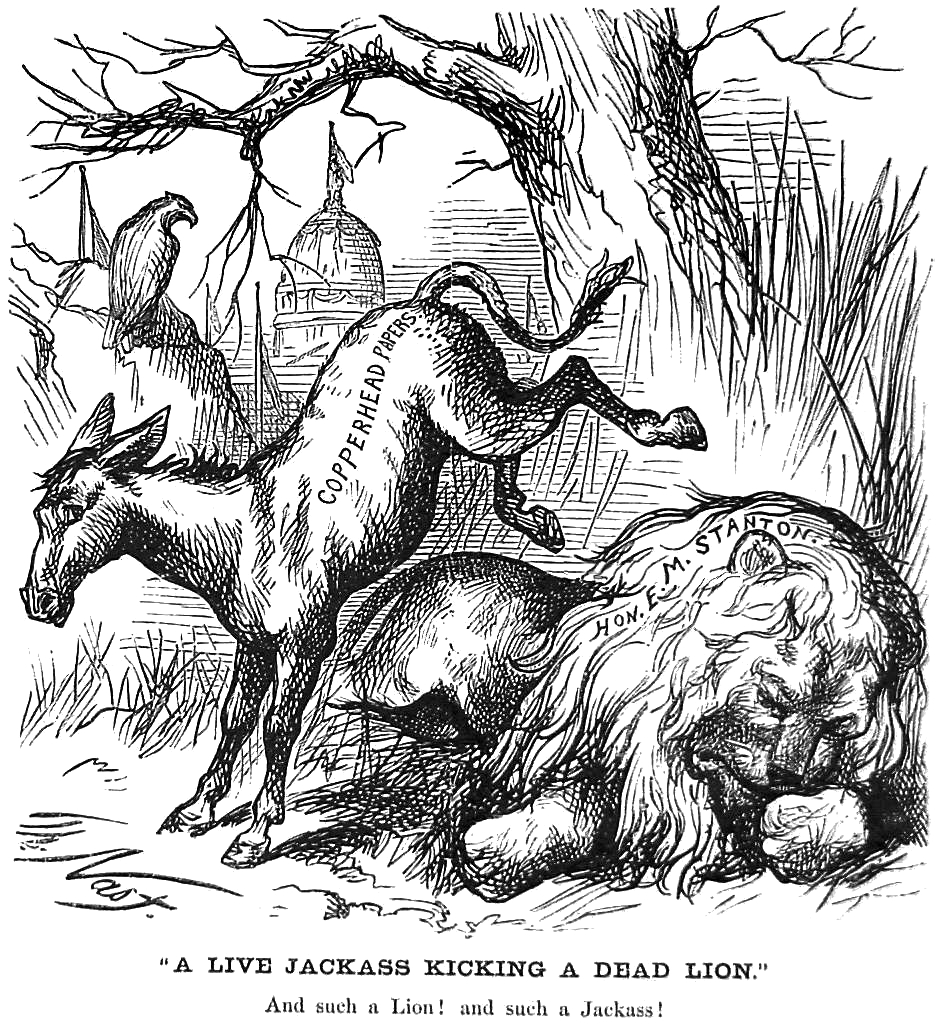
A Demokrata Párt jelképe a szamár.
„Az élő szamár elrúgja a döglött oroszlánt” (Thomas Nast rajza, Harper's Weekly, 1870)

Az 1890-es évektől kezdve a Demokrata Párt egyre inkább progresszív és liberális álláspontot kezdett elfoglalni (a liberális kifejezés ez esetben modern liberalizmust jelent, a klasszikus/gazdasági liberalizmussal szemben). Alapításakor az agrárizmust és a jacksoni demokráciát támogatta. A legfrissebb közvélemény-kutatások szerint a párt minden szocio- és etnoökonómiai csoportban jelentős vonzerővel bír.
Történelmileg elsősorban a farmereket, munkásokat, szakszervezeteket, vallási kisebbségeket képviselte; ellenezte a szabályozatlan gazdaságot és pénzügyeket, emellett a progresszív jövedelemadót is támogatta. Külpolitikájára az internacionalizmus volt jellemző (beleértve az intervencionizmust is) 1913-tól egészen a 60-as évek közepéig. A 30-as évektől kezdve mindinkább a szegénység csökkentése érdekében indított jóléti programok híve lett. Létezett egy konzervatív, üzletpárti belső csoportja (melynek Grover Cleveland és Al Smith voltak a jelképei), illetve egy déli populista frakció, mely a Lyndon Johnson által 1964-ben aláírt polgárjogi törvény hatályba lépése után lassan széthullott. A párt liberalizmusát jelentősen befolyásolta a szakszervezeti mozgalom (mely 1936–1952 között élte fénykorát), és az afroamerikaiak mind nagyobb arányú részvétele a polgárjogok kiterjesztését követően. Az 1970-es évek óta a környezetvédelem is kiemelten fontos a demokraták számára. Theodore Caplow és társai úgy érvelnek „a Demokrata Párt politikája a balközép irányból elmozdult a centrum felé, majd tovább haladt a jobbközép felé a 70-es, 80-as években.”
Egykor az Amerikai Dél domináns politikai ereje volt, ma főképp északkeleten (a közép-atlanti államokban és Új-Angliában), a Nagy-tavak partján fekvő közép-nyugati államokban (Michiganben, Minnesotában, Illinois-ban) és a nyugati parton erős a támogatottsága. A párt politikai platformja a delegáltak többségének véleményét tükrözi, és rendszerint nagy hatással van rá az év elnökjelöltjének személye.

### Liberálisok

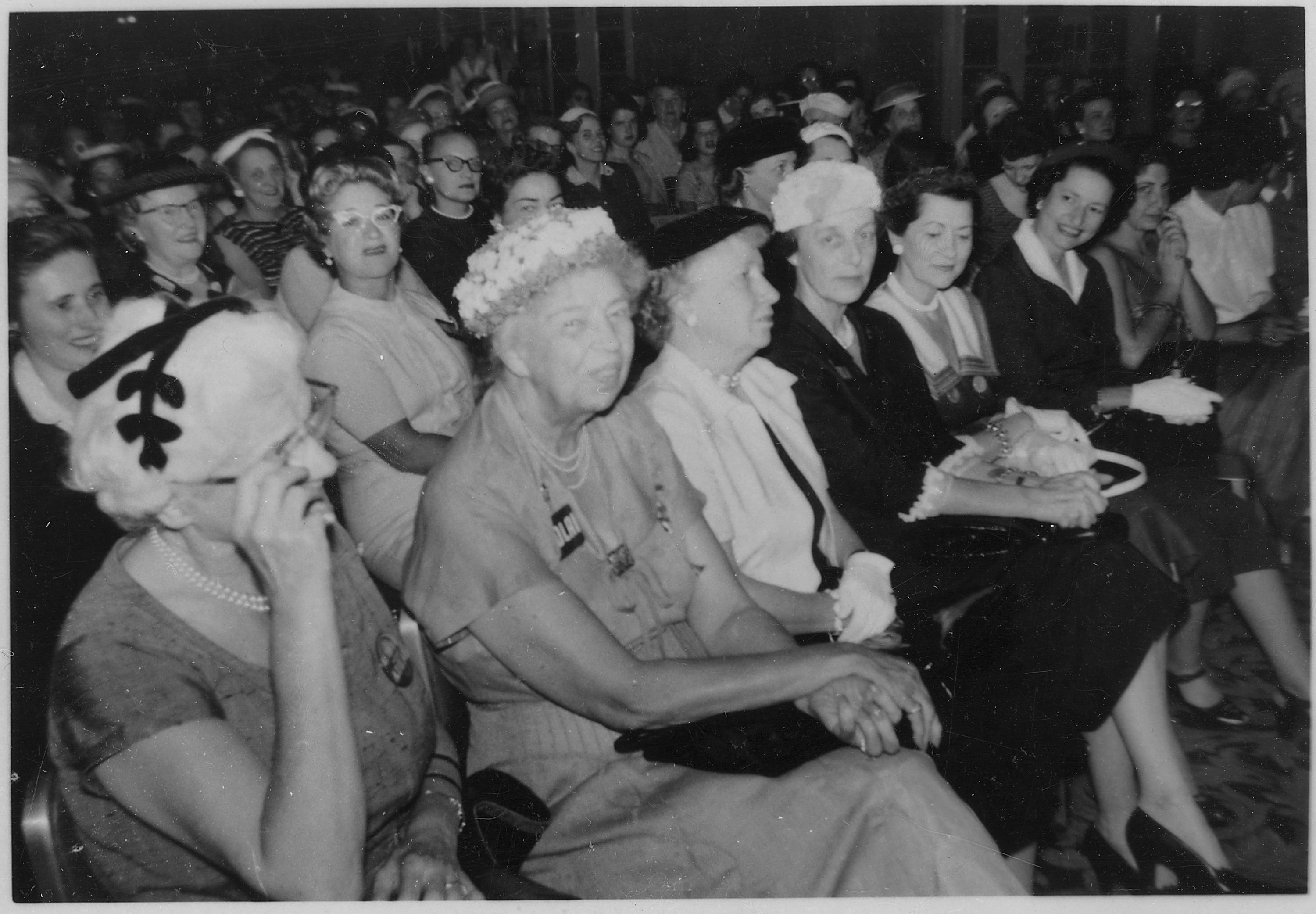
Eleanor Roosevelt az Országos Demokrata Konvención, 1956-ban

A szociálliberális (modern liberális) és progresszív választók adják a Demokrata Párt szavazóbázisának többségét – ez a legnagyobb egységes demográfiai csoport a táboron belül. A 2012-es exit poll eredmények szerint a liberálisok alkotják az amerikai választóközönség 25%-át, az amerikai liberálisok 86%-a pedig a demokraták jelöltjét támogatta. A fehérgalléros, egyetemi végzettséggel rendelkező középosztálybeliek az 50-es évekig a republikánusokra voksoltak; ma ők alkotják a párt gerincét.
A liberálisok jelentős része az általános egészségbiztosítás mellett van, sokan pedig az egészségügy egypilléres finanszírozását tartják fontosnak. A katonai akciók helyett inkább a higgadt diplomáciát részesítik előnyben; támogatják az őssejtkutatást, az azonos neműek házasságát (melyet a Legfelsőbb Bíróság döntése 2015-ben legalizált az Egyesült Államok teljes területén) és az LMBT-jogokat (örökbefogadás, diszkriminációellenes törvények stb.); a környezetvédelem törvényi biztosítását és az abortuszjogok megőrzését. A bevándorlást, a kulturális sokszínűséget alapvetően pozitívnak tartják ― legtöbben a kulturális pluralizmus pártján állnak (ahol a bevándorlók ugyan megtartják saját kulturális identitásukat, azonban felveszik az amerikait is.) A párt liberális politikusai és szavazói megosztottak a szabadkereskedelmi egyezmények szükségességét illetően.
Ellenzik a védelmi kiadások növelését, valamint az állam és egyház összefonódását.
A Pew Kutatóközpont adatai szerint, ezen ideológiai csoport tagjainak 41%-a él jómódú háztartásban és 49%-uk rendelkezik felsőbb végzettséggel.

### Progresszívek

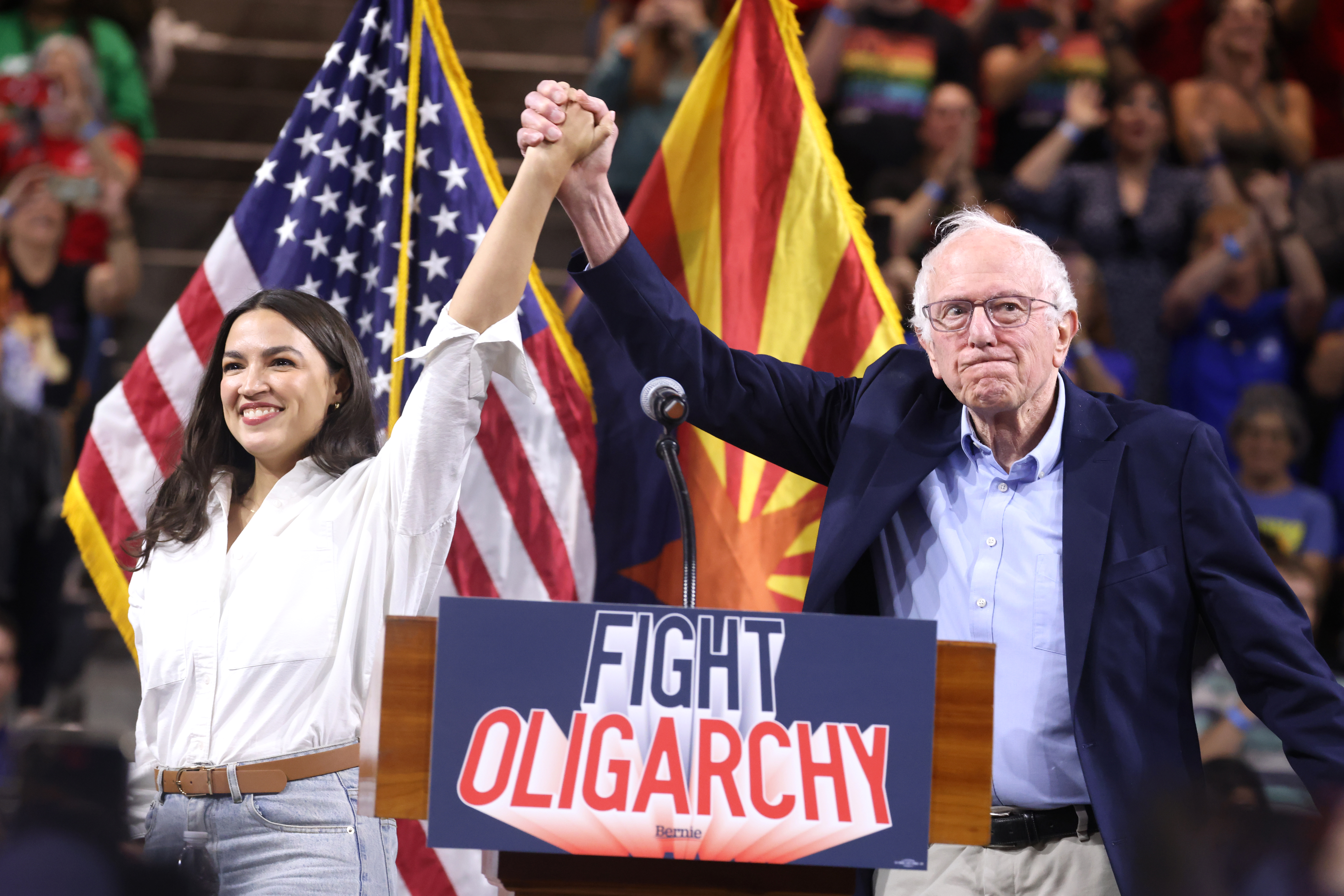
A demokraták progresszív frakciójának fontos vezéralakjai, Alexandria Ocasio-Cortez (balra) és Bernie Sanders (jobbra)

A progresszív demokraták balra hajló, szakszervezet-párti tömb, mely régóta az üzleti világ erősebb szabályozásért, szociális-jóléti programokért, és a munkások jogaiért harcol. Jó részük az új baloldali demokrata jelölt, George McGovern dél-dakotai szenátor szellemi örököse; mások részt vettek Howard Dean volt vermonti kormányzó, Dennis Kucinich ohiói képviselő, vagy Bernie Sanders vermonti szenátor előválasztási kampányaiban. 2014-ben Elizabeth Warren massachusettsi szenátor meghatározta a „progresszivizmus 11 parancsolatát”, melyek között szerepel a nagyvállalati érdekek visszaszorítása, elérhető oktatás, kutatásfejlesztés, környezetvédelem, hálózatsemlegesség, béremelés (a kiskeresetűeknek), a kollektív szerződéshez való jog, a szociális háló védelme, házassági egyenlőség, bevándorlási reform, valamint korlátlan hozzáférés reproduktív egészségügyi szolgáltatásokhoz.
Hevesen ellenzik a politikai korrupciót, így választójogi reformot sürgetnek – többek között a kampányfinanszírozás átalakítását. Sokuk a jövedelemi egyenlőtlenség ellen folytatott harcot nevezte meg fő prioritásnak. A progresszív gyakran a liberális szinonimájaként használatos Amerikában, jóllehet a két csoport krédója több ponton különbözik egymástól.
A Progresszív Kongresszusi Választmány (Congressinal Progressive Caucus, CPC) a legnagyobb ilyen a képviselőházban, elnökei Greg Casar (TX) és Ilhan Omar (MN). Tagjai között van Ro Khanna (CA), Alexandria Ocasio-Cortez (NY), Lateefah Simon (CA), Jan Schakowsky (IL), Rashida Tlaib (MI), Barbara Lee (CA), Summer Lee (PA) és az egyetlen szenátusi tag, a független Bernie Sanders (VT).

## A Demokrata Párt állásfoglalása

A demokrata (kék szín) és republikánus (piros) támogatók megoszlása az Egyesült Államok szövetségi államaiban, a 2016-os és 2020-os elnökválasztások átlagolt eredményei alapján

### Költségvetés
A demokraták úgy gondolják, a nagy költségvetési hiány akadályozza a gazdasági fejlődést, a piac instabilitását okozza, és oda vezethet, hogy meg kell szüntetni egyes szolgáltatásokat vagy újabb jövedelemre kell szert tenni, rendszerint adóemeléssel.

### A „Patriot Act”
A demokraták megszavazták a törvényt, azóta azonban a párttagok nagy része kifejezte aggodalmát a személyiségi jogok megsértése miatt. A Párt sikeresen megváltoztatta a Patriot Act egyes részeit, amelyek az egyéni jogokat veszélyeztették.

### Azonos neműek házasságaésLMBT-jogok
A Demokrata Pártot korábban megosztotta az azonos neműek házasságának kérdése. (2015-ben az Egyesült Államok egész területén legalizálódott az azonos neműek házasságkötése.) Napjainkban sokkal inkább támogatják az azonos neműek házasságát és általánosan az LMBT közösségek jogait. A demokrata Barack Obama volt az első elnök, aki támogatta az azonos neműek házasságát. Hozzá hasonlóan a jelenlegi elnök Joe Biden is kifejezte támogatását az ügyben és az ő elnöksége alatt lett elfogadva a Respect for Marriage Act törvényjavaslatot, ami szerint az amerikai szövetségi kormány kötelessége elismerni az azonos neműek között az államokban kötött házasságokat, amiket addig a DOMA tiltott.

### Abortuszés a magánélethez való jog
A Demokrata Párt állásfoglalását az abortusz ügyében összefoglalja a „biztonságos, törvényes és ritka” kifejezés. A legtöbb demokrata a Roe kontra Wade ítélet alapján (melyet a Legfelsőbb Bíróság 1973-ban hozott és 2022-ben visszavont) támogatja a nők abortuszhoz való jogát, és úgy vélik, a nőknek joguk van a kormány beavatkozása nélkül dönteni. Több demokrata úgy véli, a szegényebb nőknek joguk van hozzá, hogy a társadalombiztosítás állja az abortusz költségét.
A párt a témában egyre inkább középre sodródott. Egyes párttagok olyan programokat támogatnak, melyek igyekeznek csökkenteni az abortuszok számát, de azon igyekeznek, hogy az abortusz törvényes és mindenki által elérhető maradjon. 2000-es és 2004-es programjuk alapján az abortuszok számát azzal igyekeznek csökkenteni, hogy igyekeznek terjeszteni a tudást a fogamzásgátlásról, és szorgalmazzák az örökbeadást. New York állam szenátora, Hillary Clinton 2005 elején azt nyilatkozta, a szembenálló feleknek közös alapot kellene találniuk a nemkívánt terhességek megelőzésére, hogy így csökkenthető legyen az abortuszok száma.

### Bűnözés és fegyvertartási jog
A demokraták gyakran foglalkoznak a bűnmegelőzéssel, és úgy gondolják, a megelőző intézkedések sikeresek, azonkívül sok rendőrségre és az orvosi ellátásra költött pénzt megspórolnak. Igyekeznek növelni a rendőrök számát. 2000-es és 2004-es programjuk alatt igyekeztek felszámolni a bűnbandákat és a drogcsempészetet. Ezen kívül foglalkoztak a családon belüli erőszak kérdésével is.
A gyilkosságok csökkentése érdekében a Demokrata Párt az elmúlt száz évben különböző intézkedésekkel igyekezett korlátozni a fegyvertartáshoz való jogot. Ezek közül a leghíresebbek a National Firearms Act of 1934 (aláírta: Franklin D. Roosevelt), az 1939-es fegyvertartási törvény (szintén F. D. Roosevelt idején), az 1968-as törvény a fegyvertartási jogról (melyet Dodd szenátor terjesztett elő és Edward Kennedy szenátor támogatott), az 1993-as Brady Bill (aláírta: Bill Clinton) és az 1994-es Bűnmegelőzési Törvény (szintén Clinton alatt). Több demokrata azonban – különösen a vidéken, Délen és Nyugaton élők – kevesebb korlátozást szeretnének ebben az ügyben. A 2004-es programban a témával foglalkozó egyetlen kijelentés az 1994-es, támadófegyvereket tiltó rendelkezés megújítását kérte.

### Diszkrimináció
A demokraták egyenlő munkavállalási jogokat szeretnének biztosítani minden amerikainak nemre, korra, fajra, nemi identitástudatra, vallásra, hitre vagy származásra való tekintet nélkül.
A Demokrata Párt támogatja pozitív diszkriminációt (affirmative action) a múltbeli diszkrimináció jóvátételéért, és hogy biztosítsa, mindenkinek egyenlő esélye van az álláshoz jutáshoz, függetlenül a származásától vagy nemétől. A demokraták támogatják az Americans with Disabilities Act törvényt is, ami tiltja a testi vagy szellemi fogyatékosság alapján történő diszkriminációt.

### Környezetvédelem
A Demokrata Párt támogatja a környezetvédelmet, a természeti erőforrások védelmét és a környezetszennyezés elleni törvényeket.

### Egészségügy ésegészségbiztosítás
A demokraták elérhető árú és minőségi egészségügyi ellátást szeretnének biztosítani minden állampolgárnak, és úgy érzik, a kormány hatáskörét ki kellene terjeszteni az ügyben. Sok demokrata támogatna egy országos egészségbiztosítási rendszert válaszként az egészségügyi szolgáltatások egyre emelkedő árára. Edward Kennedy szenátor nemrég jelentette ki, hogy szükség lenne egy „Orvosi ellátást mindenkinek” programra, a párt történetében pedig már Harry S. Truman elnök is felvetette az országos egészségbiztosítási rendszer szükségességét (a Fair Deal program részeként), de az Amerikai Orvosszövetség megakadályozta ennek valóra váltásában.
2004-es kampánya idején John Kerry kiállt az őssejtkutatás állami finanszírozása mellett.
Egyes demokrata kormányzók támogatták a kanadai gyógyszerek vásárlását alacsonyabb áruk miatt.

## A párt története

### Jefferson republikánus pártja (1792–1828)
A párt a Thomas Jefferson által az 1790-es években alapított Demokrata-Republikánus Pártra vezeti vissza történetét. Ezt a pártot azok alapították, akik nem értettek egyet a kormányzó Föderalista Párt politikájával, melynek célja egy erősen központosított szövetségi kormányzat és egy, az elit által kormányzott köztársaság létrehozása volt. A tagok a pártot Republikánus Pártnak nevezték el, azokról a köztársaságpárti elvekről, melyeket követtek. A pártot gyakran Demokrata-Republikánus Pártnak hívják, hogy megkülönböztessék napjaink Republikánus Pártjától, amit 1854-ben alapítottak és semmi köze nincs Jefferson pártjához. A demokrata-republikánusok Franciaország mellé álltak azokban a háborúkban, amelyek az 1793-as Nagy Francia Forradalom után Franciaország és az Egyesült Királyság közt törtek ki, és egészen Napóleon 1815-ös vereségéig folytak. A párt az erény megtestesítőjét az egyszerű, független kisbirtokosban látták, és nem bíztak a nagyvárosokban, bankokban és gyárakban.
A párt nagy hatást ért el azzal, hogy olyan újságokat alapított a nagyobb városokban, amelyek terjesztették céljait. 1800-ban megnyerték az elnöki választásokat, és az 1812-es brit–amerikai háború végére sikerült teljes győzelmet aratniuk a föderalisták felett. 1820-ban a demokrata-republikánus James Monroe-t minden nagyobb ellenállás nélkül választották újra elnökké.
1824-re a párt különböző frakciókra szakadt. Az 1824-es választásokon az erős központi kormányzatot támogatók (több demokrata-republikánus és több volt föderalista) a Kentucky állambeli Henry Clayt, a Képviselőház elnökét, vagy a massachusettsi, volt föderalista John Quincy Adamset támogatták. A „régi republikánusok”, az erős központi kormányzat ellenzői a pénzügyminiszter, a georgiai William H. Crawford mögött sorakoztak fel. A negyedik jelölt, a tennesseei háborús hős, Andrew Jackson tábornok inkább populizmusra alapozta kampányát, mintsem ideológiákra, de leginkább úgy tekintettek rá, hogy közelebb állt Crawfordhoz, mint a másik két jelölthöz.
Jackson kapta a legtöbb választói szavazatot, de a Képviselőház legyőzte, úgy, hogy Clay átadta a szavazatait Adamsnek. Mikor Clay megkapta az államtitkári posztot, meggyanúsították, hogy egyezkedtek egymással. Clay és Jackson emiatt politikai ellenfelek maradtak egész pályafutásuk során, és Adams elnöksége alatt Jackson egy olyan ellenállás vezetője lett, amiben saját támogatói egyesültek Crawford elitistább régi republikánus követőivel, köztük a New York-i Martin Van Burennel. (Több korábbi föderalista is csatlakozott hozzájuk, köztük James Buchanan és Roger B. Taney). Ez az új koalíció, mely a mai Demokrata Párt alapját képezi, sikeresen elérte, hogy Jacksont 1828-ban elnökké válasszák.

### Jackson demokráciája és a terjeszkedés időszaka (1828–1854)

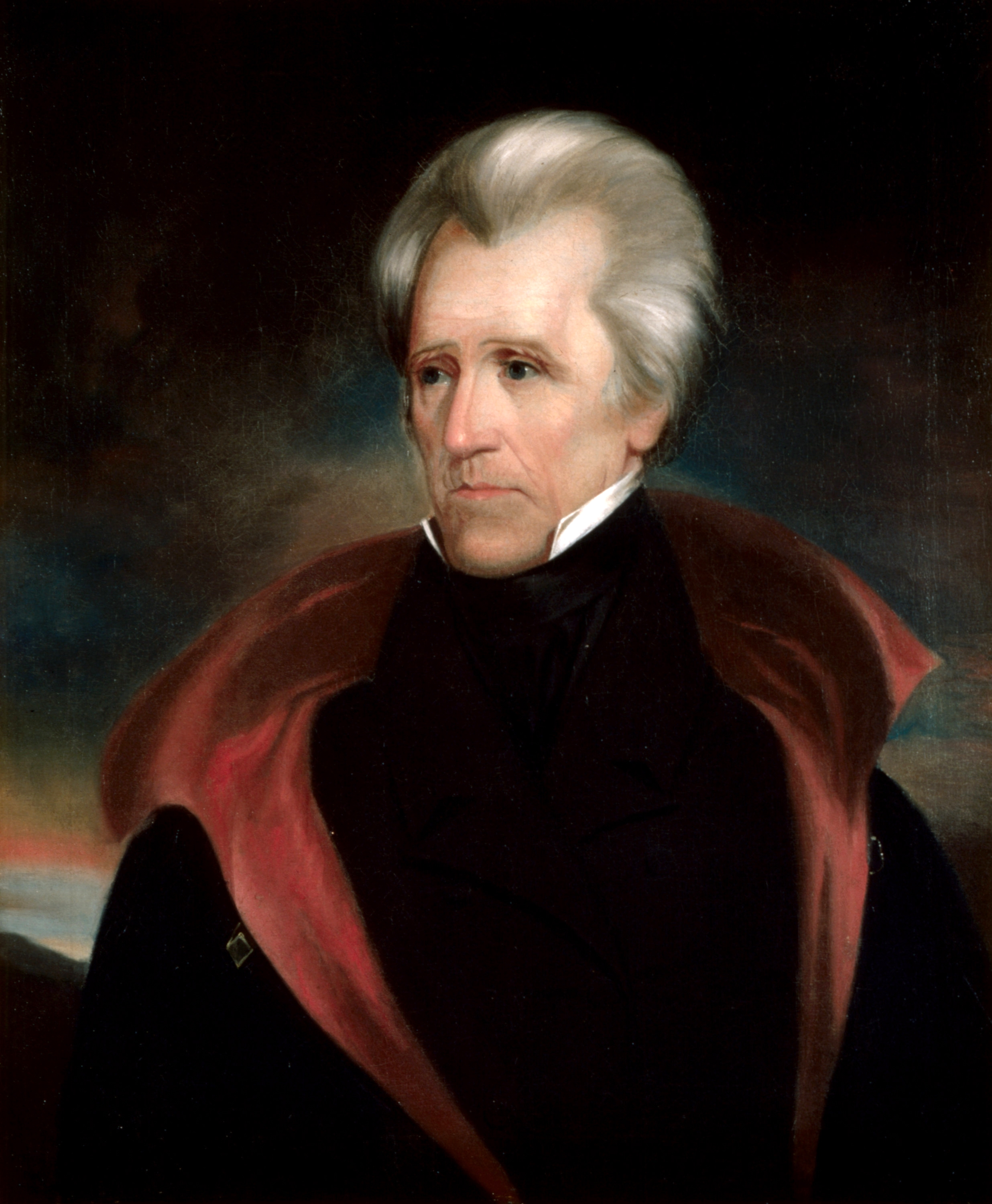
Andrew Jackson, az Egyesült Államok első demokrata elnöke (1829-1837).

Jackson és Van Buren új demokrata pártja földrajzi szempontból hasonlított a régi demokrata-republikánus pártra (mindkettőt erősen támogatták New Yorkban és Virginiában, de kevesen Új-Angliában). Közös volt bennük továbbá a jeffersoni szembenállás az arisztokráciával, és a hit a népben.
A fő ellenállást a Nemzeti Republikánus Párt jelentette. Ennek fő vezetője Henry Clay volt, akit az 1832-es választáson Jackson legyőzött. (Ekkor használta először a ma szokásos elnökjelölési módszert a Demokrata Párt és a Szabadkőműves-ellenes Párt is). Jackson második elnöksége alatt az elnök autoritariánus stílusa (melynek egyik jele volt a vétójog gyakori használata) miatt a déli államok jogainak sok korábbi támogatója átállt az ellenzékhez. Közülük sokan Clay mellé álltak, és megalapították a Whig Pártot.
Ebben a „kétpártrendszerben” a Demokrata Párt egy összetett, többelemű koalíció volt, nagy részét vidéki farmerek és városi munkások képezték. Az 1830-as években a legfontosabb ügyek közé tartoztak a védnökség, a vámok és a bank. 1828 és 1850 közt a legfontosabb belügyeknek számítottak a bankkal és vámokkal kapcsolatos kérdések, a földosztás és a terjeszkedés.
Az 1836-os választáson Van Buren lett az elnök, de 1840-ben már nem választották újra. Az 1844-es választást James Knox Polk nyerte, elnöksége alatt zajlott a mexikói–amerikai háború, az elnök ezután nyugalomba vonult. Az 1848-as választásokon Van Buren új, Szabad Föld Pártja megosztotta a Demokrata Pártot New Yorkban, így segített a whigeknek legyőzni Lewis Casst. Mivel a whigeket nagy mértékben megosztotta az 1850-es kompromisszum (mely a mexikói háborúban elfoglalt földek határairól és a rabszolgatartásról szólt) és a gyorsan fejlődő gazdaság, ami szükségtelenné tette a whigek gazdasági megoldásait, az 1852-es választásokon az addig csaknem ismeretlen demokrata jelölt, Franklin Pierce elsöprő győzelmet aratott.

### A polgárháború és az újjáépítés időszaka (1854–1877)
Az illinoisi Stephen A. Douglas, a fő demokrata vezető a szenátusban, 1854-ben a tiltakozás ellenére keresztülvitte a Kansas–Nebraska-törvényt. A politikusok és a szavazóbázis körében nagy átrendeződés ment végbe, új ügyek merültek fel, új pártok formálódtak, új szabályok jöttek létre. A Whig Párt teljesen feloszlott. A Demokrata Párt megmaradt, de északon több demokrata (főleg az 1848-as Szabad Föld Párt tagjai) csatlakoztak a frissen alakult Republikánus Párthoz. Az 1856-os elnökválasztást a demokrata James Buchanan nyerte, mert ellenzéke megoszlott a republikánusok és a bevándorlásellenes Amerikai Párt között, az 1850-es évek végére azonban Buchanan kansasi politikája annyira elidegenítette Douglast, hogy szakadás következett be a Douglas vezette déli és a Buchanan vezette északi demokraták között.
1860-ban Douglas frakciója legyőzte Buchananét, de nem tudta megszerezni az elnökjelöltséghez szükséges kétharmadot. A párt így csak északon jelölte Douglast, délen pedig John C. Breckinridge-et. A polgárháború (1861–1865) idején a Konföderáció nem engedte be a pártokat a politikába, északon azonban továbbra is megmaradtak a pártok. A Sumter-erődöt ért támadás után Douglas és a legtöbb északi demokrata Lincoln mögé állt, Douglas azonban nem sokkal később meghalt, és a pártnak nem maradt igazán kiemelkedő politikusa. Törés következett be a háborút támogató és ellenző demokraták közt is. A párt jól teljesített az 1862-es választásokon, 1864-ben azonban George B. McClellan tábornokot békepárti politikusként indította a választásokon, ezzel elidegenítve sokat a háborúpárti demokraták közül. 1866-ban a radikális republikánusok kétharmados többséget értek el a Kongresszus mindkét házában, és Andrew Johnson elnök vétóit felülbírálva teljesen átvették az ország ügyeinek irányítását, 1868-ban pedig megvádolták és egy szavazat híján majdnem elítélték Johnsont, aki elnökként mindkét párttól függött. 1872-ben a demokraták nem állítottak saját jelöltet, a liberális republikánus Horace Greeley-t támogatták, nem nagy sikerrel.
A demokratáknak nagy hasznot hozott az, hogy a fehér déliek szemben álltak a háborút követő rekonstrukcióval és emiatt ellenségesen viszonyultak a Republikánus Párthoz. A rekonstrukció befejeztével, és miután a feketéket az 1890-es években megfosztották a választójoguktól, a Dél csaknem egy évszázadra a demokraták bástyája lett, mert előre kiszámíthatóan majdnem mindenki rájuk szavazott. A Dél nagy részén gyakorlatilag egy párt volt, és a választásokhoz emiatt szükséges volt a demokraták győzelme.

### Az aranykor (1877–1896)

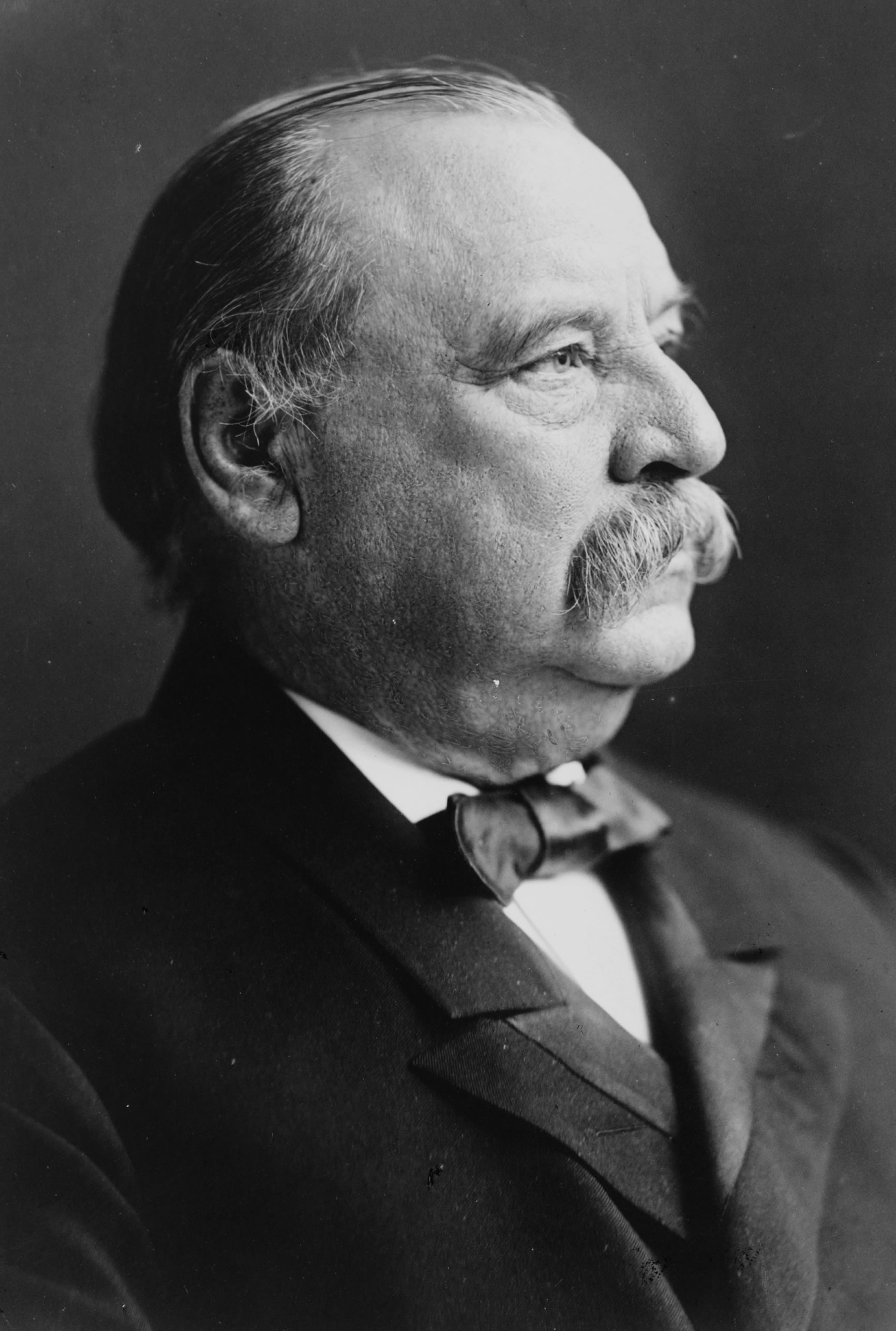
Grover Cleveland, az egyedüli választott demokrata elnök 1856 és 1912 közt

Az 1880-as években a szavazatok kiegyenlítettek maradtak. Bár 1884-ig republikánus elnök ült a Fehér Házban, a demokraták versenyképesek maradtak. A Samuel J. Tilden és Grover Cleveland vezette konzervatív, üzletpárti Bourbon-demokraták irányításával megbízható szavazóbázisuk volt Délen, a vidéki középnyugati államokban, a nagyobb városokipari és bányásztelepülések német és ír bevándorlók lakta részeiben. Az időszak nagy részében döntő befolyásuk volt a Képviselők Házára. Az 1884-es elnökválasztáson Grover Cleveland, New York reformer demokrata kormányzója győzött. Az 1888-as választáson legyőzték, de 1892-ben újraválasztották. Cleveland a konzervatív Bourbon-demokraták vezetője volt, akik a kereskedők, bankárok és vasúttársaságok érdekeit képviselték, ellenezték az imperializmust és a tengerentúli terjeszkedést. Támogatták az aranyalapot, ellenezték a kettős valutarendszert. Harcoltak a korrupció és magas adók ellen.
A Bourbonokat Bryan győzte le 1896-ban.

### Bryan, Wilson és a „tomboló húszas évek” (1896–1932)

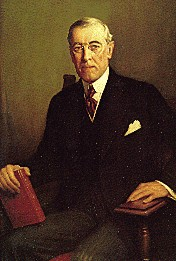
Woodrow Wilson, az egyetlen választott demokrata elnök 1892 és 1932 közt

Az 1896-os választásokon – melyet a politikai erők újrarendeződésének tartanak – a szabad ezüstöt követelő agrárdemokraták legyőzték a Bourbon-demokratákat, és William Jennings Bryant jelölték (az agrárjellegű Populista Párttal közösen). Bryan, akit leginkább az 1896-os demokrata nemzetgyűlésen előadott Aranykereszt-beszédjéről ismernek, heves kampányt folytatott, de a republikánus William McKinley legyőzte.
Az elkövetkezendő 36 évből 28 éven át republikánus elnöke volt az Egyesült Államoknak. Ők leginkább az ország északkeleti és középnyugati részén, illetve a nyugati országrész kb. felén élő szavazóikra számíthattak. Bryan, akit a déli államok támogattak, elég támogatást szerzett ahhoz, hogy jelöljék az 1900-as és 1908-as választásokon, de 1900-ban McKinley újra legyőzte, 1908-ban pedig William Howard Taft lett az elnök. A Bourbon-konzervatívok 1904-ben szembeszálltak a republikánusokkal, ekkor azonban Theodore Roosevelt aratott döntő győzelmet. Bryan elhagyta beszédeiből a szabad ezüst támogatását és az antiimperialista felhangokat, és általánosan elfogadott haladó ügyeket kezdett támogatni. Az 1912-es választásokon Thomas Woodrow Wilsont támogatta, ezért Wilson, amikor megválasztották, államtitkárrá nevezte ki, Bryan azonban 1915-ben lemondott, tiltakozásul Wilson háborús politikája ellen.
A demokraták kihasználták előnyüket, mely a Republikánus Párt konzervatívabb és haladóbb tagjai, valamint a Progresszív Párt közti növekvő szakadásból adódott, és 1912-ben és 1916-ban megválasztották elnöknek Woodrow Wilsont. Ő sikeresen keresztülvitt több progresszív törvényt, közte a vámok csökkentéséről szólót, az antitröszt-rendszert szabályozó Clayton Antitröszt Törvényt, a személyi jövedelemadót, új programokat a gazdálkodóknak, valamint a vasútépítő munkások nyolcórás munkanapját. Legfontosabb újítása az erős központi bankot létrehozó Amerikai Központi Bankrendszer volt. A gyermekmunkát tiltó törvényt a Legfelsőbb Bíróság elutasította. Wilson második elnöksége alatt jött létre a tizennyolcadik és a tizenkilencedik alkotmánymódosítás (előbbi az alkoholtilalomról, utóbbi a nők szavazati jogáról). Wilson sikeresen lerendezte az amerikai politikát 40 éven át uraló legfontosabb kérdéseket: a vámok és a trösztellenes törvények kérdését.
Wilson elnöksége alatt az Egyesült Államok a győztesek oldalán szerepelt az első világháborúban. Az elnök részt vett a versailles-i szerződés megszövegezésében és a Népszövetség alapításában. 1919-ben azonban politikai képességei egészségével együtt hanyatlani kezdtek. A Szenátus elutasította a versailles-i szerződést és a Népszövetséget, országszerte tiltakozások folytak. Az alkoholtilalom is megosztotta a népet. A megosztott pártot az 1920-as, 1924-es és 1928-as választásokon nagy fölénnyel legyőzték a republikánusok, Al Smith azonban 1928-ban sikeresen ki tudott építeni egy erős katolikus szavazóbázist a keleti városokban, és ugyanebben az évben feltűnt a politikai színen a New York kormányzójának választott Franklin D. Roosevelt.

### A New Deal és a II. világháború (1933–1945)

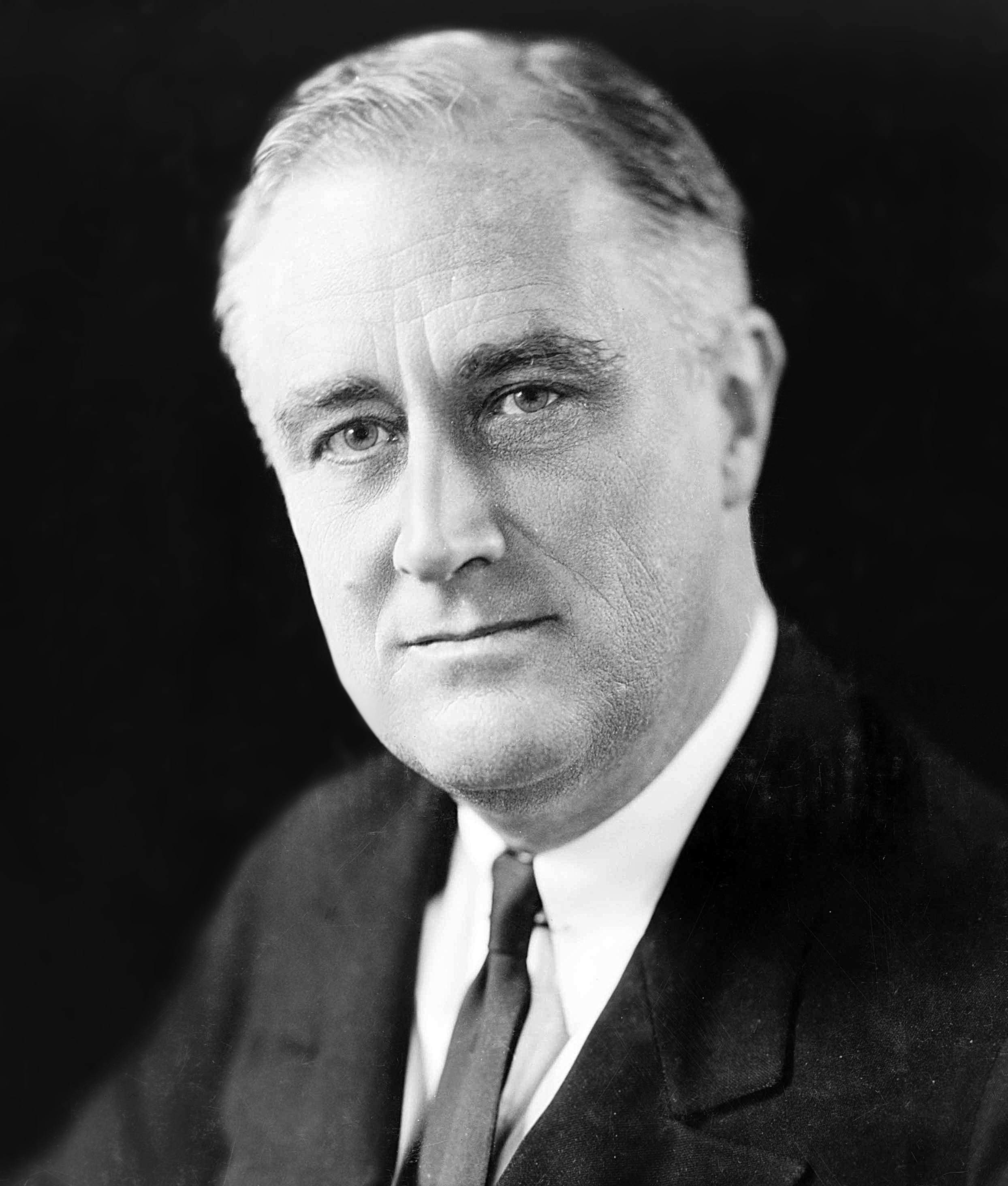
Franklin Delano Roosevelt elnök (1933-1945)

A nagy gazdasági világválság meghozta a lehetőséget egy liberálisabb kormány színrelépéséhez, és Franklin D. Roosevelt elsöprő győzelmet aratott az 1932-es választásokon. Kampánya során megígérte az alkoholtilalom eltörlését és kritizálta Herbert Hoover hibáit.
Beiktatása után, 1933. március 4-én átfogó programmal állt elő, ez volt a New Deal. Ennek főbb elemei: a munkanélküliség megszüntetése, a mezőgazdaságból élők nehéz helyzetének megkönnyítése, a gazdaság helyreállítása és hosszú távra tekintő reformok, mellyel megakadályozható a válság újabb kialakulása.
A New Deal a gazdaság megszabályozását és a nehézségek elleni bebiztosítást tűzte ki célul. Két régi szó nyert új jelentést: a liberális most a New Deal Támogatóit jelentette, a konzervatív pedig az ellenzőit. A konzervatívabb demokraták Al Smith vezetésével 1934-ben megalapították az American Liberty League-t (Amerikai Szabadságliga), de nem sok sikerrel szálltak szembe a liberálisokkal.
Az 1932-es választásokból kifolyólag a demokraták nagy többséget alkottak a Kongresszus mindkét házában és a kormányzók között. Az 1934-es választások után ez fokozódott. Az 1933-as programokat (amelyeket történészek „az első New Deal”-nek neveznek) nagy egyetértéssel fogadták; Roosevelt megpróbálta elérni vele az üzletembereket, munkásokat, gazdálkodókat és fogyasztókat, a városokat és a vidéket is. 1934-re azonban egyre több nemtetszést váltott ki, hogy megpróbált eltávolodni üzletemberekből álló szavazóbázisától, hogy új, gazdálkodókra és munkásokra támaszkodó bázist alakítson ki.
Roosevelt 1934-ben nagyszabású törvényhozási programba kezdett (ezt nevezték el később „második New Deal”-nek). Ennek jellegzetessége a szakszervezetek létrehozása, a szociális támogatás rendszerének országossá tétele, a társadalombiztosítás létrehozása, az üzleti élet nagyobb szabályozása (különös tekintettel a közlekedésre és a kommunikációra) és az üzleti haszon nagyobb megadóztatása voltak. Új, sokszínű többségi koalíciót hozott létre, a New Deal Koalíciót, melybe beletartoztak a szakszervezetek, a kisebbségek (főként a római katolikusok, zsidók, és – most először – a feketék is). A New Deal Koalíció felbomlásáig (1968) minden választást megnyert, kivéve az 1952-es és az 1956-os választást.
Roosevelt, miután az 1936-os választásokon újra elsöprő győzelmet aratott, bejelentette, hogy meg szándékozik növelni a Legfelsőbb Bíróság taglétszámát. A Legfelsőbb Bíróság többnyire ellenezte a New Dealt, ezért ez a bejelentés nagy ellenkezést váltott ki, az alelnök, John Nance Garner vezetésével. Rooseveltet a republikánusokból és a konzervatívabb demokratákból álló új Konzervatív Koalíció megakadályozta ebben a szándékában; az új koalíció Roosevelt elnöksége hátralévő részében egy az egyben uralta a Kongresszust és megakadályozta a liberális törvények nagy részének meghozását. Roosevelt fenyegetve érezte magát pártjának konzervatív részétől, és megpróbálta megtisztítani tőlük a pártot. 1938-ban kampányolni kezdett öt konzervatív demokrata szenátor ellen, ők azonban elvetették Roosevelt jogát arra, hogy beavatkozzon az államok ügyeibe, és mind az öten megnyerték a választásokat.
A New Deal liberalizmus a szociális segélyek és a szakszervezetek elterjedésével, az állampolgári jogok fejlődésével és az üzleti élet nagyfokú szabályozásával járt. Ellenzői, akik a vállalkozások nagyobb támogatottságát és az alacsony adókat akarták, elkezdték konzervatívnak hívni magukat.

### Trumantól Kennedyig (1945–1963)

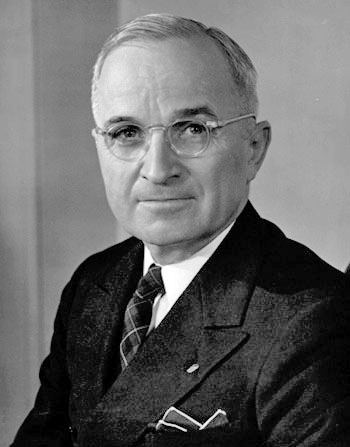
Harry S. Truman elnök (1945–1953)

Roosevelt még elnöksége alatt, 1945. április 12-én meghalt, és Harry S. Truman alelnököt iktatták be helyére. Kezdtek előbukkanni a mélyből a párton belüli szakadások, amelyeket Roosevelt sikeresen tudott elfedni: a nagyvárosi pártszervezetek, a déli államok és a kis helyi szervezetek, a baloldali szárny, a liberális koalíció, a feketéket (NAACP) és a zsidókat (AJC) képviselő csoportok, a liberális intellektuálisok.
A jobboldal Truman belpolitikai döntéseit támadta. Hangzatos szlogenjeikkel („Elég volt már?” és „Tévedni Truman-dolog”) 1946-ban győztek a republikánusok a kongresszusi választásokon – ez volt az első győzelmük 1928 óta. A Demokrata Párt vezetői készek voltak megszabadulni Trumantól, de Dwight D. Eisenhower tábornok elutasította a felkérésüket és nem volt megfelelő jelöltjük. Truman ellentámadásba lendült és a republikánus párt belső megosztottságát kihasználva megnyerte az elnökválasztást. Azonban javaslatainak nagy többségét nem tudta megvalósítani a republikánus többségű Kongresszus ellenállása miatt, míg az acélipar államosítását a Legfelsőbb Bíróság semmisítette meg.

#### Külpolitika
Henry A. Wallace volt alelnök háborús uszítónak nevezte Trumant szovjetellenes programjaiért, a Truman-doktrínáért, a Marshall-tervért és a NATO-ért. Wallace támogatóit és a szélsőbalt azonban 1946–48-ra kiszorították a pártból a Hubert Humphreyhoz, Walter Reutherhoz és ifj. Arthur Schlesingerhez hasonló fiatal antikommunisták. Wallace 1948-ban önálló jelöltként indult a választásokon, de rosszul szerepelt és az antikommunista szavazókat Truman mellé állította.
Truman, republikánus támogatással, legyőzte az izolacionistákat és keresztülvitte a szovjetellenes hidegháborús fegyverkezési program beindítását. Európa ekkor még biztonságban volt, de Ázsiában veszély fenyegette az amerikai érdekeket. 1949-ben a kommunisták vették át a hatalmat Kínában, 1950-ben pedig kitört a koreai háború, amelybe Truman az ENSZ mandátuma alapján, de a Kongresszus engedélye nélkül lépett be. A háború problémái, valamint barátai és támogatói körében kitört botrányok miatt Truman az 1952-es elnökválasztási kampányt korán feladta, utódát, Adlai Stevensont pedig Eisenhower republikánus elnökjelölt nagy fölénnyel legyőzte.
A kongresszusi demokratákat Sam Rayburn szóvivő és Lyndon B. Johnson, a szenátus vezetője tartotta össze. 1958-ra jelentős többségbe kerültek az amerikai törvényhozásban, elsősorban a szakszervezetek befolyásának köszönhetően. A déli államokból származó képviselők azonban konzervatív nézeteket képviseltek és általában a republikánusokkal szavaztak, ezért 1964-65 kivételével meghiúsították a liberális törvénykezési program elfogadását.

#### Kennedy elnöksége
John F. Kennedy 1960-as győzelme az elnökválasztáson felrázta a pártot, fiatalsága, életereje és intelligenciája elbűvölte a választókat, de a konzervatív többségű Kongresszus miatt a törvényhozási programja kudarcot vallott. Ennek ellenére Kennedy elnökségének alig 1000 napja alatt sokat tett a kommunizmus visszaszorítására és Amerika helyzetének javítására: engedélyezte a sikertelen Disznó-öbölbeli inváziót, 16 000 amerikai katonát küldött Dél-Vietnámba, beindította az űrversenyt bejelentésével, hogy embert akar a Holdra juttatni, a Kubai rakétaválság alatt pedig ellenállt a Szovjetunió térnyerésének. Belpolitikai téren a polgári jogok és a faji integráció híve volt. 1963. november 22-i halála után alelnökét, Lyndon B. Johnsont iktatták be elnökként.

### A Johnson-évek (1963–1968)
A New Deal demokrata koalíciója a polgári jogi küzdelem során is kezdett felbomlani: ahogy egyre több demokrata vezető támogatta a feketék küzdelmét, a déli demokraták és az északi nagyvárosból származó katolikus szavazók eltávolodtak a párttól, bár csak kevesen léptek ki. Azonban a fekete választók, akik hagyományosan a rabszolgaság-ellenes republikánusokra szavaztak, egyre inkább a demokratákat kezdték támogatni, nem utolsósorban a New Deal által ajánlott segélyek, programok hatására.
A párt polgári jogi álláspontját jól demonstrálta, hogy Johnson elnök 1964-ben aláírta a Civil Rights Act of 1964 törvényt, amely mindenféle diszkriminációt törvényen kívül helyezett a feketékkel szemben. 1968 válságos év volt a párt számára: a közhangulat kezdett a vietnámi háború ellen fordulni, Eugene McCarthy szenátor háborúellenes platformon szállt szemben Johnsonnal a párt elnökjelöltségéért és majdnem legyőzte - nemsokára Johnson ki is szállt a versengésből. Robert F. Kennedy szenátor (a meggyilkolt elnök öccse) is beszállt a versenybe, de 1968. június 4-én őt is meggyilkolták. A párt végül Hubert Humphrey-t, Johnson alelnökét jelölte, de alulmaradt Richard Nixon republikánus jelölttel szemben.
Az 1968-as elnökválasztáson mutatkozott meg világosan a polgári jogi küzdelem hatása a demokrata szavazótáboron: a déli államokban, Texas kivételével, vagy a republikánusok vagy a független jelölt győzedelmeskedett.

### Az átalakulás évei (1969–2002)

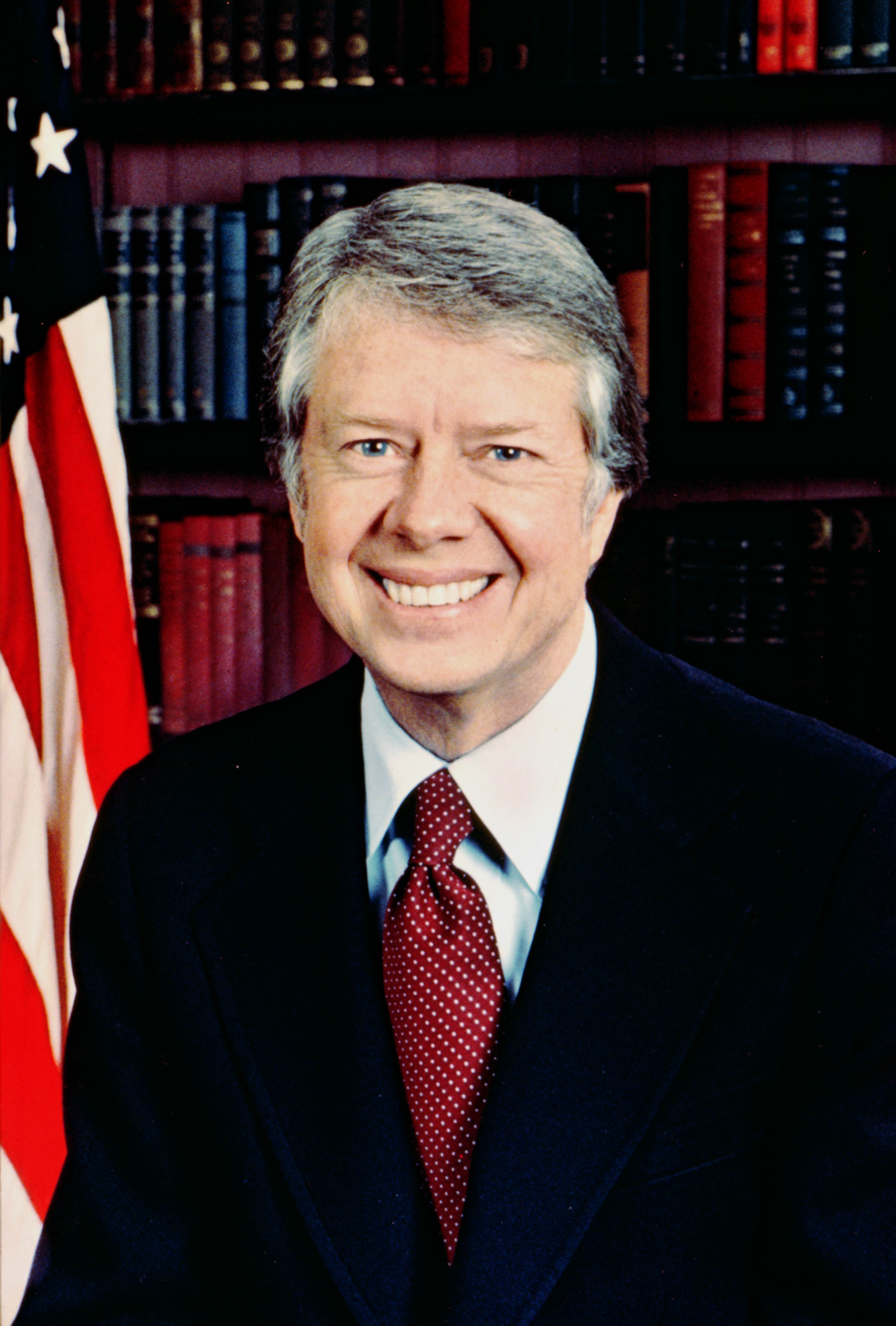
Jimmy Carter elnököt 1976-ban megválasztották, de 1980-ban vereséget szenvedett.

Az 1968-as elnökválasztási fiaskó után a párt új módszert fogadott el az elnökjelöltek kiválasztására, ami sokkal nagyobb hangsúlyt helyezett az előválasztások eredményeire. 1972-ben a párt George McGovern szenátort jelölte, aki háborúellenes szlogenekkel (Amerika gyere haza!) és garantált jövedelem ígéretével szállt harcba Nixon ellen, de csúfos vereséget szenvedett: az 52 államból csak Massachusetts és Washington, D.C. szavazott rá.

#### Jimmy Carter (1976–1980)
A Watergate-botrány alapjaiban rázta meg Nixon második elnökségét, aki 1974-ben lemondott tisztségéről. Utóda, Gerard Ford, amnesztiát adott Nixonnak és a demokraták ezt ügyesen használták ki az 1976-os elnökválasztási kampányban. A kormánnyal szembeni bizalmatlanság, gazdasági problémák (recesszió és infláció) oda vezettek, hogy Jimmy Carter le tudta győzni Fordot az 1976-ban.
Carter nyíltságot és becsületességet ígért, ami jól hangzott a választók számára. Elnöksége alatt két új minisztériumot hozott létre az energia- és az oktatáspolitika felügyeletére (Department of Energy és Department for Education), sikeresen keresztülvitte a szállítási, légiközlekedési, vasúti, pénzügyi, kommunikációs és olajipari ágazatok deregulációját, megerősítette a szociális hálót és rekordszámú nőt és színes bőrűt nevezett ki jelentős kormányzati posztokra. Carter elnöksége alatt kötötték meg Camp Davidben a történelmi jelentőségű megállapodást, amely 1979-ben elvezetett az Izrael és Egyiptom közötti békeszerződés aláírásához.
A sikerei ellenére Carter számos problémával is küzdött: nem sikerült megreformálni az egészségügyi ellátás rendszerét, az infláció egyre emelkedett, Irán 52 amerikait ejtett túszul és a kiszabadítási kísérletek kudarcot vallottak. 1980-ban a Szovjetunió megszállta Afganisztánt, ami fenyegetést jelentett Amerika számára és veszélybe sodorta Carter külpolitikai reputációját. Az 1980-as elnökválasztáson ugyan megszerezte a párt jelölését, de alulmaradt Ronald Reagan-nel szemben.

### Reagan és Bush alatt (1980–1992)
A konzervatív politikai nézeteket valló demokrata szavazók nagymértékben hozzájárultak Reagan elnök megválasztásához. Az ún. Reagan Demokraták 1980 előtt és 1992 után a demokrata elnökjelöltekre szavaztak, de 1980-ban és 1984-ben Reagant, 1988-ban pedig alelnökét, George H. W. Bush-t támogatták. A Reagan Demokraták elsősorban az északkeleti és középnyugati államok szavazói voltak, akiket vonzottak Reagan konzervatív eszméi és erős külpolitikai álláspontja. Elsősorban középosztálybeliek vagy dolgozók voltak, akik úgy érezték, hogy a Demokrata Párt cserben hagyta őket, a feketék, a szegények, a bevándorlók és a politikai baloldal képviselőinek javára.
A Reagan által támasztott kihívásokra (és a katasztrofális 1984-es elnökválasztásra) adott válasz volt a Democratic Leadership Council létrehozása, amely az ideológiai közép felé akarta visszaterelni a pártot a politikai baloldalról. Céljuk a moderáltan baloldali, a közepet képviselő és a mérsékelten konzervatív szavazók visszacsábítása volt. Ennek ellenére az 1988-as elnökválasztáson Michael Dukakis csúfos vereséget szenvedett Bush-al szemben.

#### A Dél elvesztése
A polgárháborút követően a déli (volt konföderációs) államok a Demokrata Párt szilárd támogatóinak számítottak, mert a hagyományos déli értékek, a szövetségi államok védelmezőinek tartották. Amikor 1948-ban a demokrata párt országos gyűlése a polgári jogi küzdelmet támogatta és miután Truman elnök elrendelte a fegyveres erők integrációját, a déli államok és a párt között rés keletkezetett. A rés egyre mélyült Kennedy elnöksége alatt és 1964-ben a polgári jogi törvény aláírása után úgy tűnt, hogy a demokraták egy generációra elvesztették a déli államokat. A szegregáció-ellenes intézkedések ellen legerőteljesebben a déli, demokrata kormányzók agitáltak: Orval Faubus (Arkansas), Lester Maddox (Georgia és különösen George Wallace (Alabama). 1965 után a déliek elfogadták a feketék integrálását, de a középosztály nagy részével együtt a republikánusokat kezdték támogatni. A fekete választók között a Demokrata Párt támogatottsága 80-90%-os volt. A republikánusok déli stratégiája azonban a fehér választók, különösen az evangelikus hívők szavazatainak megszerzésére irányult és sikerrel is jártak: a 2004-es elnökválasztáson a fehérek 70%-a, az evangelikus hívők 80%-a szavazott Bush-ra.

### Új demokraták (1992–2004)

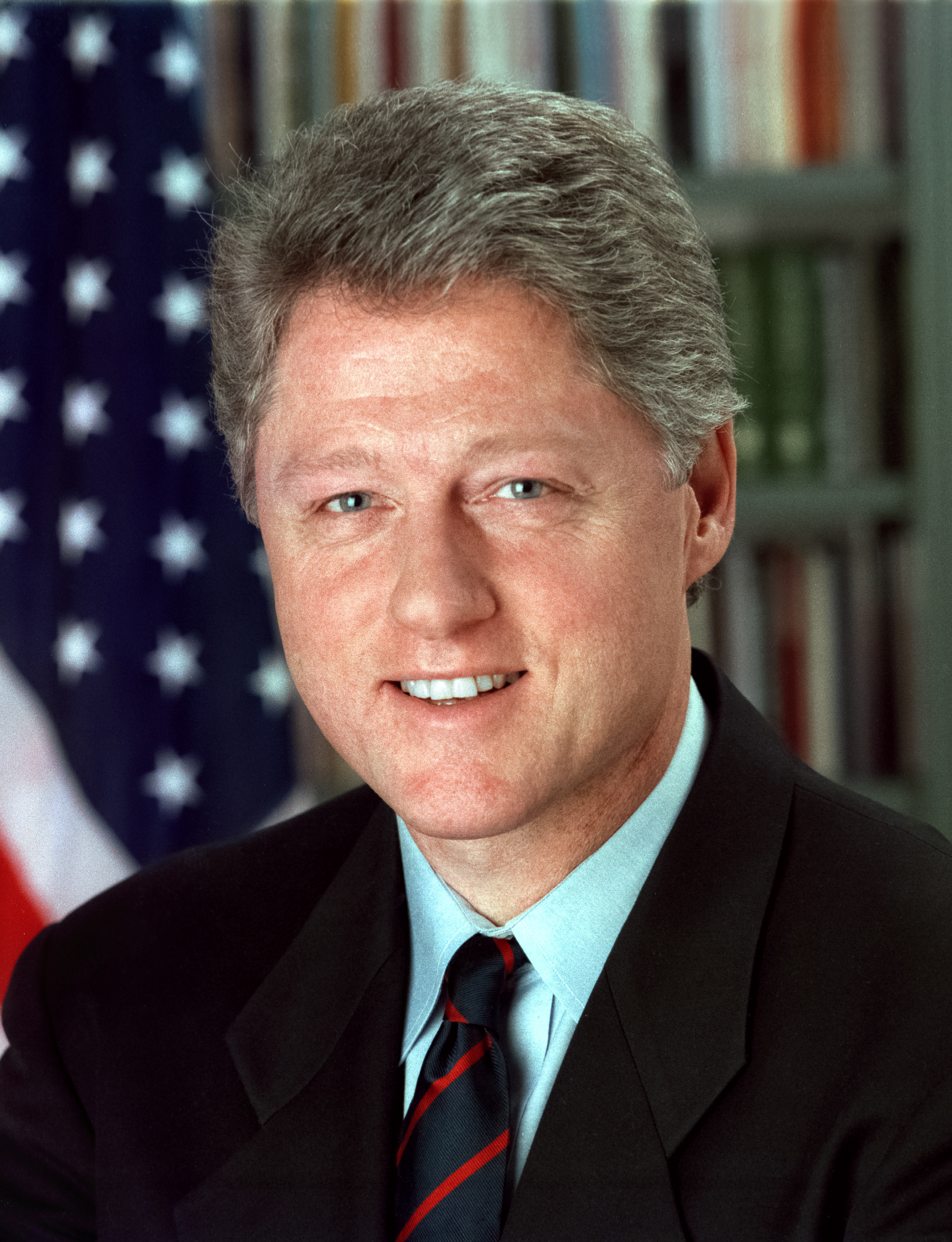
Bill Clinton elnöksége alatt folytatódott a párt közeledése az ideológiai középhez.

Az 1990-es évek elején a Demokrata Párt folytatta az ideológiai közép meghódításáért folytatott küzdelmet, és elsősorban gazdaságpolitikai téren, jelentősen jobbra mozdult. Clinton elnöksége alatt eltüntették a költségvetési deficitet, élénk gazdasági növekedés indult be, a munkanélküliség és az infláció 25 év óta nem látott mélypontra zuhant. Clinton korlátozni próbálta a kézifegyverek vásárlását, a félautomata fegyvereket be is tiltotta, a Family and Medical Leave Act aláírásával pedig 40 millió amerikainak biztosított jogot 12 hetes (fizetetlen) betegszabadsághoz. Külpolitikai téren is igen aktív volt, helyreállította a demokráciát Haiti, beavatkozott a közel-keleti békefolyamatba, tető alá hozta a békét Észak-Írországban és kikényszerítette a daytoni békeszerződést, amely véget vetett a jugoszláv polgárháborúnak. 1996-ban az első demokrata párti elnök lett Roosevelt után, akit újraválasztottak.
Azonban a demokraták elvesztették kongresszusi többségüket 1994-ben és Clinton második elnöksége alatt a republikánus többséggel harcolt. Két vétó után aláírta a republikánusok szociális reformtörvényét. A szakszervezetek, amelyek folyamatosan veszítették el befolyásukat, nem tudták megakadályozni, hogy aláírja az észak-amerikai szabadkereskedelmi övezetről szóló egyezményt. 1998-ban a republikánus többségű képviselőház - Newt Gingrich vezetésével - eljárást indított ellene, de a szenátus 1999-ben felmentette.

### Elnökválasztás 2000-ben
A demokrata elnökjelölés győztese Al Gore lett, aki a 2000-es elnökválasztás során adósság- és adócsökkentési, közoktatási, környezetvédelmi és igazságszolgáltatási reformokat hirdetve szállt harcba a korábbi elnök fiával, George W. Bush-al. Gazdasági, kereskedelmi, jóléti kérdésekben azonban nem volt túl nagy különbség a két jelölt között és bár Gore országosan 500 000-el több szavazatot kapott, az elnökválasztást mégis Bush nyerte meg. Gore hosszú időre szinte teljesen kivonult a politikából, annak ellenére, hogy a demokraták visszanyerték elvesztett képviselői helyeiket a szenátusban. Az előnyt azonban 2002-ben és 2004-ben tartott választásokon a republikánusok visszaszerezték.

### 2001–2008
A 2001. szeptember 11-ei terrortámadások után Amerika figyelme jórészt a terrorista fenyegetés és a külpolitika felé fordult. Egy kivételével mindegyik demokrata képviselő megszavazta az afganisztáni háborút, de a párt megosztott volt az iraki invázióval kapcsolatban. Egyre több kritikát hangoztattak a terroristaellenes háború indokaival és eredményeivel, illetve az Amerikában életbe léptetett intézkedésekel (Patriot Act) kapcsolatban. Az Enron-botrány után a kongresszusi demokrata képviselők erőltették a vállalati pénzügyi és felügyeleti reformokat, amelyeket a 2002-es Sarbanes-Oxley törvény iktatott be.
A 2004-es elnökválasztáson John Kerry massachusetts-i szenátor indult Bush ellen, és az iraki háború problémái, illetve a gazdasági nehézségek ellenére is alulmaradt. Kerry nem tudta kihasználni az iraki háború miatti elégedetlenséget, mivel kezdetben ő is támogatta az inváziót, másrészt a párt mélyen megosztott volt a háborúval kapcsolatban, miközben a republikánusok ingadozással vádolták Kerry-t és a pártot is. Amikor Massachusetts törvényesítette az azonos neműek házasságát, ellentét támadt a liberális és konzervatív demokraták között (Kerry a házasságot ellenezte, az élettársi kapcsolatot támogatta).
A 2004-es kudarc után a Demokrata Párt ismét elkezdte újragondolni álláspontját az amerikaiakat érdeklő témákban: azonos neműek házassága, lőfegyverek, abortusz. Howard Dean, a demokrata országos választmány (Democratic National Committee) elnöke, javasolta, hogy erősítsék meg a demokrata alapszervezeteket azokban az államokban is, ahol biztosan többségben vannak a republikánusok (Fifty-state strategy). A 2006-os országos választásokon, korrupcióellenes kampánnyal, a demokraták visszaszerezték az ellenőrzést a képviselőházban és a szenátusban.
A 2008-as elnökválasztásokon két erős jelölt vetélkedett: Hillary Clinton és Barack Obama. Végül Obama szerezte meg az elnökjelöltséghez szükséges támogatást. Ellenfele - mivel Bush nem indulhatott és alelnöke, Dick Cheney visszalépett - John McCain arizonai szenátor volt. A választási kampány során Obama és McCain fej-fej mellett haladt, de Obama előbb kis, majd nagyobb mértékű vezetésre tett szert és november 4-én megválasztották az Egyesült Államok első színes bőrű elnökének.

### Obama-éra és a 2010-es évek
2009. január 20-án iktatták be Barack Obama elnököt az Egyesült Államok 44. elnökeként. Az ambiciózus reformprogrammal kampányoló Obama terveit azonban keresztülhúzták a republikánusok, elsősorban a gazdaságélénkítő intézkedések, illetve az egészségügyi rendszer reformja terén.
A demokraták és a republikánusok közötti költségvetési huzavona 2011 áprilisában majdnem a szövetségi kormányzat megbénulását okozta, mivel nem sikerült elfogadni az új költségvetést. Külpolitikai téren Obama jelentős erősítést küldött az Afganisztánban harcoló csapatoknak, 2011-ben részt vett a Líbia elleni háborúban, majd az év végére kivonta a harcoló amerikai csapatokat Irakból.
A 2016-os elnökválasztást követően a demokraták elvesztették a Szenátust és az elnökséget is, de két évvel később visszavették az irányítást a Képviselőház felett. A párt nagy kritikusa volt Donald Trump elnöknek, főként bevándorlási, abortusszal kapcsolatos és egészségügyi politikája ellen szólaltak fel, illetve a Covid19-pandémia idején is gyakran kritizálták a republikánus politikust.

### 2020-as évek
A 2010-es évek eleje óta a párt kulturális, társadalmi és vallási kérdésekben a bal oldalra csúszott, ezzel megszerezve az egyetemi végzettséggel rendelkező fehér amerikaiak támogatását.
2020 novemberében a demokrata Joe Biden megnyerte az elnökválasztást. A Szenátusban és a Képviselőházban is minimális többsége volt a demokratáknak. A 2022-ben elfogadott Inflation Reduction Act törvényjavaslatot Biden, Chuck Schumer, Joe Manchin, Kyrsten Sinema és más demokraták írták, ami tartalmazza az ország történetének legnagyobb klímaügyi költségvetését is. Ezek mellett alatta fogadták el a Respect for Marriage Act törvényjavaslatot, ami szerint az amerikai szövetségi kormány kötelessége elismerni az azonos neműek között az államokban kötött házasságokat, amiket addig a DOMA tiltott.
Joe Biden a visszalépését a 2024-es amerikai elnökválasztástól 2024. július 21-én jelentette be, majd kijelentette, hogy az azt követő hónapokban Kamala Harris alelnököt fogja támogatni, mint utódját. Az elnökválasztáson Kamala Harris az előzetes adatok alapján alulmaradt Donald Trump korábbi elnökkel szemben. Trump győzelmét követően a párt támogatottsága minden idők legalacsonyabb szintjére csökkent. A regisztrált szavazók alig több mint egynegyede (27%) nyilatkozott úgy, hogy pozitív véleménnyel van a pártról. A Republikánus Párt jelenlegi támogatottsága 36%-on áll. A Demokrata Párthoz kötődő felnőttek 52%-a szerint a párt vezetése jelenleg rossz irányba viszi a pártot. Ez újabb elmozdulás a nyolc évvel ezelőtti állapothoz képest, amikor a vélemények nagyrészt pozitívak voltak.

## Demokrata elnökök
| #     | Elnök                                           | Portré                                            | Állam         | Elnökség kezdete   | Elnökség vége      |
| ----- | ----------------------------------------------- | ------------------------------------------------- | ------------- | ------------------ | ------------------ |
| 7     | Andrew Jackson (1767-1845) (78 évesen)          | Andrew jackson head                               | Florida       | 1829. március 4.   | 1837. március 4.   |
| 8     | Martin Van Buren (1782-1862) (79 évesen)        | Martin Van Buren                                  | New York      | 1837. március 4.   | 1841. március 4.   |
| 11    | James Knox Polk (1795-1849) (53 évesen)         | JKP                                               | Tennessee     | 1845. március 4.   | 1849. március 4.   |
| 14    | Franklin Pierce (1804-1869) (64 évesen)         | Franklin Pierce - 1                               | New Hampshire | 1853. március 4.   | 1857. március 4.   |
| 15    | James Buchanan (1791-1868) (77 évesen)          | JamesBuchanan1860s                                | Pennsylvania  | 1857. március 4.   | 1861. március 4.   |
| 17    | Andrew Johnson (1808-1875) (66 évesen)          | AndrewJohnson1860                                 | Tennessee     | 1865. április 15.  | 1869. március 4.   |
| 22 24 | Grover Cleveland (1837-1908) (71 évesen)        | Grover Cleveland - NARA - 518139                  | New York      | 1885. március 4.   | 1889. március 4.   |
| 22 24 | Grover Cleveland (1837-1908) (71 évesen)        | Grover Cleveland - NARA - 518139                  | New York      | 1893. március 4.   | 1897. március 4.   |
| 28    | Woodrow Wilson (1856-1924) (67 évesen)          | Woodrow Wilson-H&E                                | New Jersey    | 1913. március 4.   | 1921. március 4.   |
| 32    | Franklin D. Roosevelt (1882-1945) (63 évesen)   | FDR 1944 Color Portrait                           | New York      | 1933. március 4.   | 1945. április 12.  |
| 33    | Harry S. Truman (1884-1972) (88 évesen)         | TRUMAN 58-766-06 (cropped)                        | Missouri      | 1945. április 12.  | 1953. január 20.   |
| 35    | John Fitzgerald Kennedy (1917-1963) (46 évesen) | John F. Kennedy, White House color photo portrait | Massachusetts | 1961. január 20.   | 1963. november 22. |
| 36    | Lyndon B. Johnson (1908-1973) (64 évesen)       | 37 Lyndon Johnson 3x4                             | Texas         | 1963. november 22. | 1969. január 20.   |
| 39    | Jimmy Carter (született: 1924)                  | JimmyCarterPortrait2                              | Georgia       | 1977. január 20.   | 1981. január 20.   |
| 42    | Bill Clinton (született: 1946)                  | Bill Clinton                                      | Arkansas      | 1993. január 20.   | 2001. január 20.   |
| 44    | Barack Obama (született: 1961)                  | Official portrait of Barack Obama                 | Illinois      | 2009. január 20.   | 2017. január 20.   |
| 46    | Joe Biden (született: 1942)                     | Joe Biden presidential portrait (cropped)         | Delaware      | 2021. január 20.   | 2025. január 20.   |

## Demokrata elnök által kijelölt Legfelsőbb Bírósági bírák
| Kép | Bíra                  | Szenátusi szavazatok | Mandátum kezdete   | Elnök        |
| --- | --------------------- | -------------------- | ------------------ | ------------ |
|     | Sonia Sotomayor       | 68–31                | 2009. augusztus 8. | Barack Obama |
|     | Elena Kagan           | 63–37                | 2010. augusztus 7. | Barack Obama |
|     | Ketanji Brown Jackson | 53–47                | 2022. június 30.   | Joe Biden    |

### Hivatalos oldalak
- Democratic National Committee
- Democratic Think Tank Democrats.US